# Эрцен
Эрцен (нем. Aerzen) — община в Германии, в земле Нижняя Саксония.
Входит в состав района Хамельн-Пирмонт. Население составляет 11 239 человек (на 31 декабря 2010 года). Занимает площадь 105,06 км².
Коммуна подразделяется на 14 сельских округов.
| Год  | Население |
| ---- | --------- |
| 1990 | 10 849    |
| 1995 | 11 876    |
| 2000 | 12 297    |
| 2005 | 11 853    |
| 2010 | 11 347    |